# Volmari Iso-Hollo
Volmari Iso-Hollo (Finlandia, 5 de enero de 1907-23 de junio de 1969) fue un atleta finlandés, especialista en la prueba de 3000 m obstáculos en la que llegó a ser campeón olímpico en 1936.

## Carrera deportiva
En los JJ. OO. de Los Ángeles 1932, ganó la medalla de oro en los 3000 m obstáculos. En los JJ. OO. de Berlín 1936, ganó la medalla de bronce en los 10000 metros, corriéndolos en un tiempo de 30:20.2 segundos, llegando a meta tras sus compatriotas Ilmari Salminen (oro) y Arvo Askola (plata con 30:15.6 segundos). También ganó la medalla de oro en los 3000 m obstáculos, con un tiempo de 9:03.8 segundos, llegando por delante de su compatriota Kaarlo Tuominen y del alemán Alfred Dompert (bronce).